# Учимо стране језике
Учимо стране језике је песма са којом су Неустрашиви учитељи страних језика представили Србију на Дечјој песми Евровизије у Букурешту 2006. године, што је био први наступ Србије као самосталне земље.
Неустрашиви учитељи страних језика победили су на националном такмичењу са својом ауторском песмом и отишли у Румунију. Песма говори о томе да деца треба да уче стране језике како би комуницирала са децом са других простора. Језици у песми су: српски, руски, шпански, француски, јапански, италијански, немачки и енглески. На различитим језицима учимо како да бројимо и да се поздравимо.
У финалу је завршила на 5. месту и освојила је 81 поен, што је трећи најбољи резултат Србије на Дечјој песми Евровизије.